# 六苯基二锡
六苯基二锡是一种有机锡化合物，化学式为C36H30Sn2。

## 合成
六苯基二锡可以由三苯基锡基锂和二氧化碳的反应制得。
{\displaystyle {\ce {2 Ph3SnLi + 2 CO2 -> Ph6Sn2 + Li2C2O4}}}
它也可以由一、二或三苯基氯化锡和金属钠的还原反应得到。
异氰酸苯酯和三苯基氢化锡的反应也能得到六苯基二锡。
{\displaystyle {\ce {C6H5-NCO + 2 (C6H5)3SnH -> C6H5-NH-CHO + [(C6H5)3Sn]2}}}

## 性质
六苯基二锡在280 °C以上分解，在紫外线下不稳定。在250 °C以上，它会变黄。它也能和硫反应：
{\displaystyle {\ce {3 Ph6Sn2 + S -> 2 (PhSnS)3 + 3 Ph2S}}}
它可以和一些溶剂形成溶剂合物。
它属于单斜晶系，空间群P21/c。